# Санта-Марія (Каліфорнія)
Санта-Марія (англ. Santa Maria) — місто (англ. city) в США, в окрузі Санта-Барбара штату Каліфорнія. Населення — 109 707 осіб (2020).

## Географія
Санта-Марія розташована за координатами 34°56′0″ пн. ш. 120°26′38″ зх. д. / 34.93333° пн. ш. 120.44389° зх. д. (34.933214, -120.443815).  За даними Бюро перепису населення США в 2010 році місто мало площу 60,59 км², з яких 58,94 км² — суходіл та 1,66 км² — водойми.

### Клімат
| Клімат : Санта-Марія                        | Клімат : Санта-Марія | Клімат : Санта-Марія | Клімат : Санта-Марія | Клімат : Санта-Марія | Клімат : Санта-Марія | Клімат : Санта-Марія | Клімат : Санта-Марія | Клімат : Санта-Марія | Клімат : Санта-Марія | Клімат : Санта-Марія | Клімат : Санта-Марія | Клімат : Санта-Марія | Клімат : Санта-Марія |
| Показник                                    | Січ.                 | Лют.                 | Бер.                 | Квіт.                | Трав.                | Черв.                | Лип.                 | Серп.                | Вер.                 | Жовт.                | Лист.                | Груд.                | Рік                  |
| Абсолютний максимум, °C                     | 31,7                 | 31,7                 | 35,0                 | 39,4                 | 40,6                 | 43,3                 | 40,0                 | 40,0                 | 41,1                 | 42,2                 | 35,6                 | 32,2                 | 43,3                 |
| Середній максимум, °C                       | 17,4                 | 17,8                 | 18,4                 | 19,6                 | 20,3                 | 21,3                 | 22,6                 | 22,8                 | 23,2                 | 22,8                 | 20,3                 | 17,4                 | 20,3                 |
| Середній мінімум, °C                        | 4,2                  | 5,4                  | 6,1                  | 6,7                  | 8,6                  | 10,3                 | 12,1                 | 12,3                 | 11,5                 | 9,3                  | 6,1                  | 3,9                  | 8,1                  |
| Абсолютний мінімум, °C                      | −6,7                 | −5,6                 | −4,4                 | −2,2                 | −2,8                 | 1,7                  | 5,0                  | 4,4                  | 0,0                  | −3,3                 | −6,1                 | −6,7                 | −6,7                 |
| Норма опадів, мм                            | 70                   | 76                   | 67                   | 25                   | 8                    | 1                    | 1                    | 1                    | 4                    | 15                   | 34                   | 54                   | 354                  |
| Днів з опадами                              | 7,7                  | 8,7                  | 8,1                  | 4,3                  | 1,6                  | 0,6                  | 0,4                  | 0,5                  | 1,1                  | 3,0                  | 5,2                  | 6,9                  | 48,1                 |
| Вологість повітря, %                        | 65.4                 | 72.7                 | 75.7                 | 75.6                 | 78.9                 | 79.3                 | 81.2                 | 79.9                 | 80.5                 | 74.7                 | 71.3                 | 70.8                 | 75.5                 |
| ------------------------------------------- | -------------------- | -------------------- | -------------------- | -------------------- | -------------------- | -------------------- | -------------------- | -------------------- | -------------------- | -------------------- | -------------------- | -------------------- | -------------------- |
| Джерело: NOAA (relative humidity 1961–1990) |                      |                      |                      |                      |                      |                      |                      |                      |                      |                      |                      |                      |                      |

## Демографія
Згідно з переписом 2010 року, у місті мешкали 99 553 особи в 26 908 домогосподарствах у складі 20 479 родин. Густота населення становила 1643 особи/км².  Було 28294 помешкання (467/км²).
Расовий склад населення:
| - 56,2 % — білих - 5,1 % — азіатів - 1,8 % — корінних американців - 1,7 % — чорних або афроамериканців - 0,2 % — вихідців з тихоокеанських островів - 30,0 % — осіб інших рас |

До двох чи більше рас належало 5,1 %. Частка іспаномовних становила 70,4 % від усіх жителів.
За віковим діапазоном населення розподілялося таким чином: 31,4 % — особи молодші 18 років, 59,2 % — особи у віці 18—64 років, 9,4 % — особи у віці 65 років та старші. Медіана віку мешканця становила 28,6 року. На 100 осіб жіночої статі у місті припадало 102,2 чоловіків;  на 100 жінок у віці від 18 років та старших — 100,7 чоловіків також старших 18 років.
Середній дохід на одне домашнє господарство  становив 64 286 доларів США (медіана — 50 433), а середній дохід на одну сім'ю — 66 511 долар (медіана — 52 880). Медіана доходів становила 31 034 долари для чоловіків та 27 578 доларів для жінок. За межею бідності перебувало 21,2 % осіб, у тому числі 31,6 % дітей у віці до 18 років та 8,3 % осіб у віці 65 років та старших.
Цивільне працевлаштоване населення становило 44 590 осіб. Основні галузі зайнятості: сільське господарство, лісництво, риболовля — 27,0 %, освіта, охорона здоров'я та соціальна допомога — 15,2 %, роздрібна торгівля — 9,6 %, мистецтво, розваги та відпочинок — 9,1 %.